# Chiesa lignea di Ieud Deal

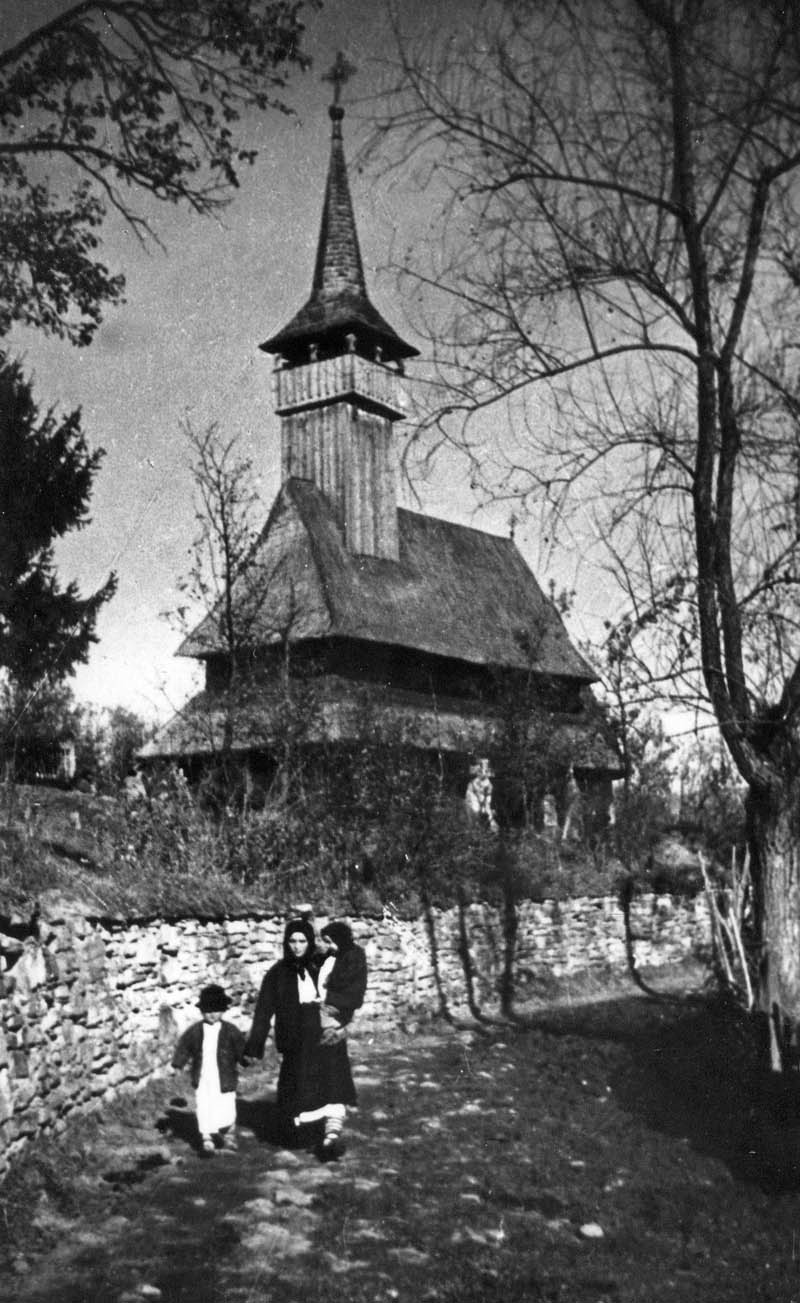
Foto alla metà del ssecolo scorso

La chiesa lignea di Ieud Deal fu fatta costruire dalla famiglia nobile dei Balea all'inizio del XVII secolo e terminata nel secondo decennio, risultando quindi di un secolo più vecchia della chiesa lignea di Ieud Șes, la seconda chiesa in legno del comune e una delle più antiche del Maramureș.
Per il valore della struttura e la qualità degli affreschi fatti dal pittore itinerante Alexandru Ponehalschi la chiesa è una delle più rappresentative della regione e nel 1999 fu inserita dall'UNESCO nella lista dei patrimoni dell'umanità insieme ad altre sette chiese lignee del Maramureș.

## Documentazione
La chiesa iniziò ad essere studiata all'inizio del XX secolo. Ioan Mihalyi de Apșa nel 1900 la descrisse come una delle più belle della regione e nove anni più tardi Ioan Bîrlea ne studiò le iscrizioni presenti sia all'esterno che all'interno. Nel 1911 Tit Bud stabilì che fu costruita nel 1364, considerandola quindi la più antica della regione.
L'etnografo Tache Papahagi alla fine della prima guerra mondiale citò la chiesa per i suoi affreschi ben conservati che illustrò in uno dei suoi libri. La struttura e gli affreschi furono descritti in maniera più approfondita da Victor Brătulescu nel 1941 e a quel periodo risalgono anche i primi rilievi sulla struttura fatti dall'architetto Chioreanu.
Nel 1968 lo storico dell'arte Ion D. Ștefănescu e in maniera più approfondita nel 1982 Anca Pop Bratu studiarono le pitture. La chiesa fu restaurata nel 1997, quando fu definitivamente stabilita la data di costruzione, e tra il 2007 e il 2009 periodo in cui furono sistemati i dipinti.

## Datazione della chiesa
Come detto in precedenza Tit Bud nel 1911 pubblicò che la chiesa fosse costruita nel XIV secolo. Lo storico medievalista Radu Popa fu il primo che mise in dubbio questa tesi suggerendo che la costruzione fu posteriore all'invasione Tatara del 1717 mentre Marius Porumb nel 1982 scrisse che probabilmente fu costruita nel XVII secolo con ricostruzioni nel secolo successivo
Il problema della datazione fu risolta col metodo dendrologico nel 1997 dall'islandese Ólafur Eggertsson che fissò nel secondo decennio del XVII secolo la data di costruzione.
Esiste un'iscrizione in cirillico che dice: "În anul Domnului 1827 maistori Cionca Alexa cu Iusco Ion crâsnicu" probabilmente riferita ad una riparazione del campanile avvenuta nel 1827.

## Affreschi

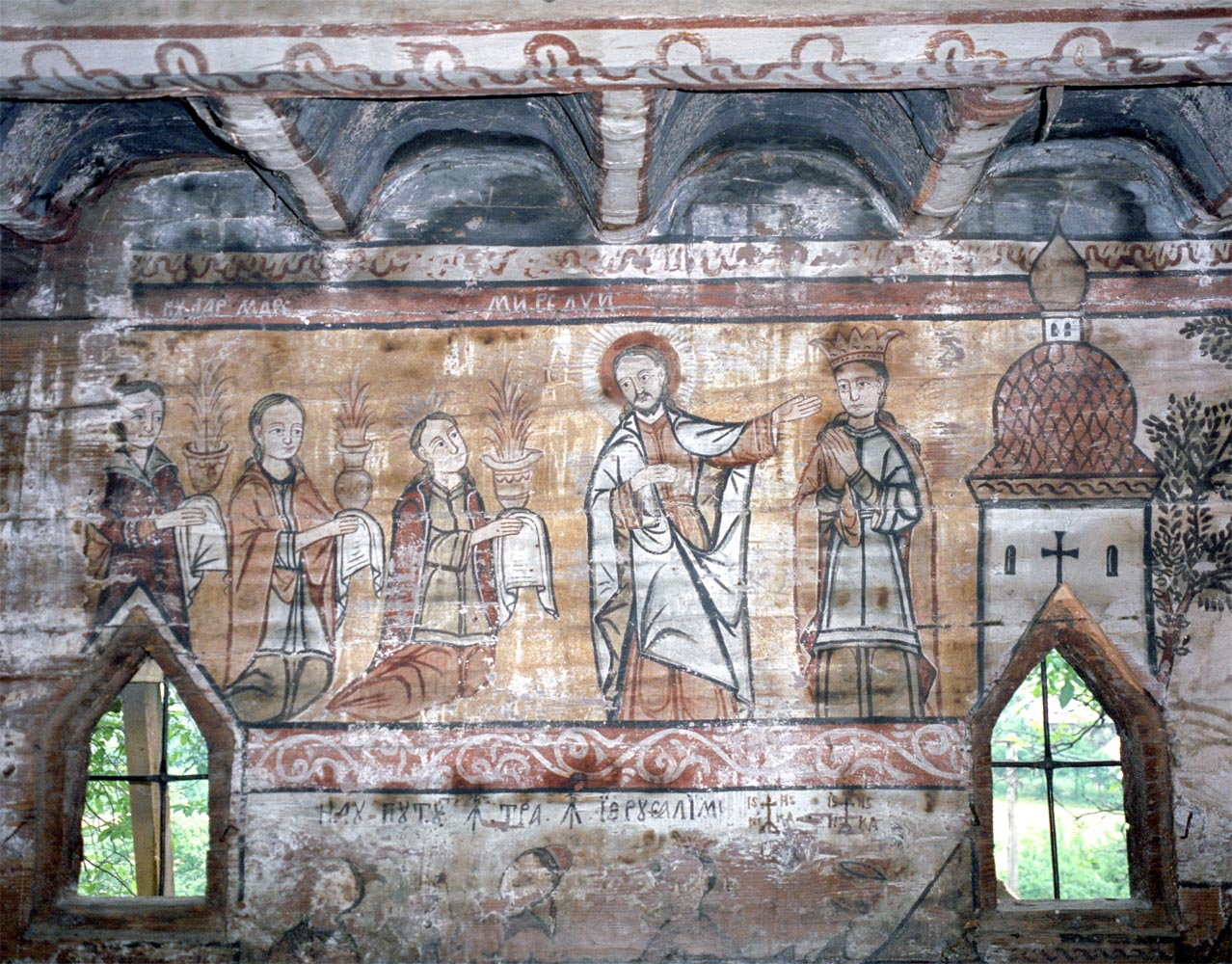

La chiesa è completamente coperta di affreschi, sia l'altare che la navata e il nartece e non è presente né la firma dell'autore, né la data. Visti alcuni tratti comuni ad altre chiese della zona Anca Pop-Bratu attribuì il lavoro al pittore itinerante del Maramureş Alexandru Ponehalschi e li datò intorno al 1782, quindi tra le ultime opere dell'artista.
Alcuni documenti dell'archivio parrocchiale fanno luce sulla datazione degli affreschi. Nel censimento parrocchiale del 1774 è scritto che entrambe le chiese del villaggio furono restaurate nel 1764-1765 grazie al finanziamento di Mihai Balea. In particolare fu rifatto lo zoccolo e i finestroni furono ingranditi e probabilmente si passò già allora da una iconostasi a due ad una a tre porte come era tradizione nella costruzione delle chiese nella metà del XVII secolo. È molto probabile inoltre che a causa di tutti questi lavori alcune pareti furono ridipinte come fu fatto ad esempio a Călinești Căeni (1754) e a Sârbi Susani (1760). In definitiva gli affreschi, secondo il pensiero corrente, furono fatti intorno al 1765
Sotto le finestre sono presenti testi in rumeno scritti in cirillico contenenti esortazioni religiose.

## Struttura

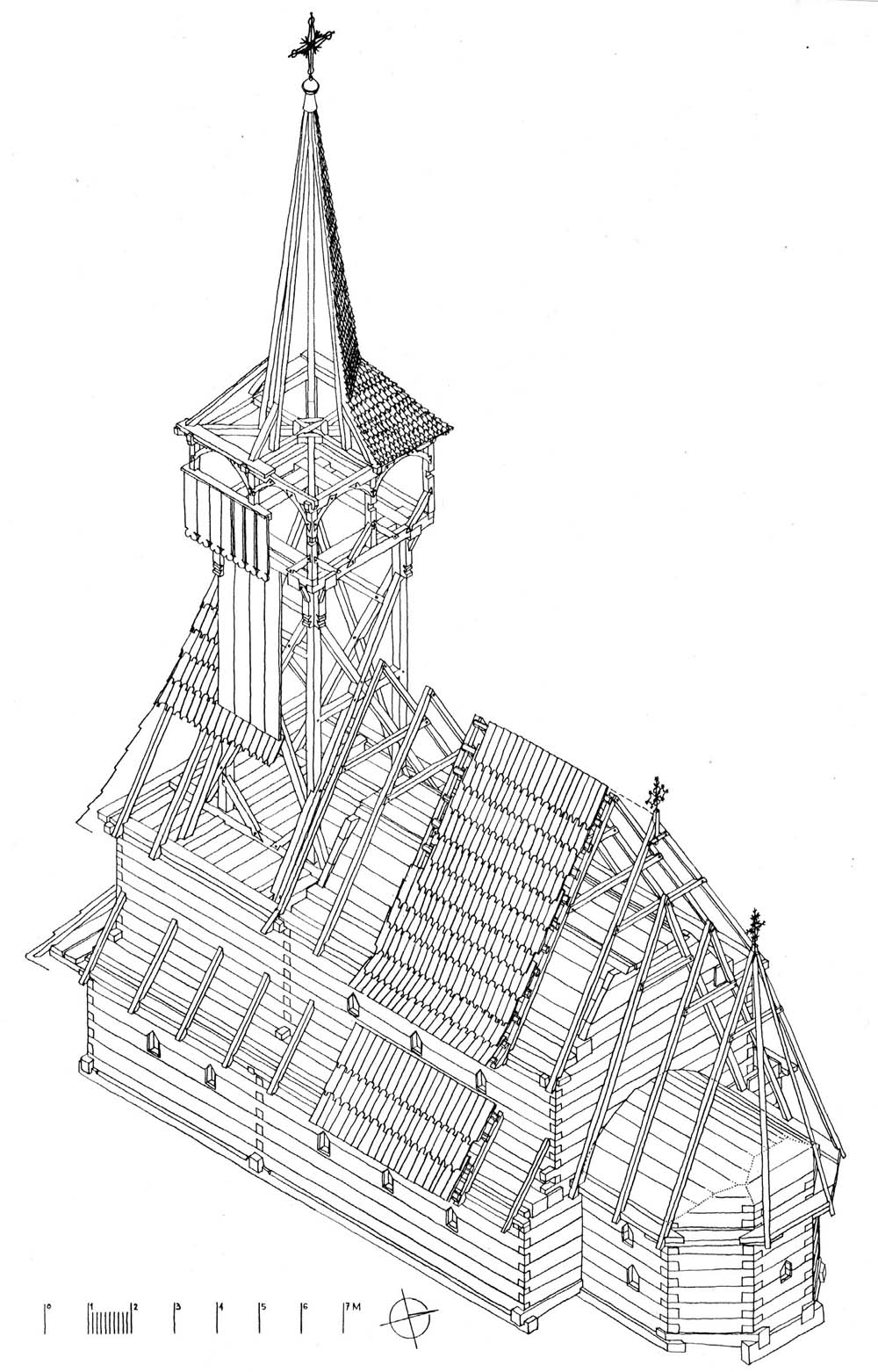
Assonometria della chiesa

La chiesa fu progettata per essere di grandi dimensioni, larga 7,15 metri e lunga 11,87 per una capienza di 340 fedeli e una divisione in spazi uguali tra uomini e donne.
L'asse è disposto da ovest ad est e all'entrata è presente un portone non decorato. L'altezza della navata è uguale alla sua larghezza, fatto comune nelle chiese di quel periodo.
L'altare è lungo 4,15 metri e profondo 3,6. L'interno è illuminato da finestre inizialmente più piccole rispetto a quelle oggi presenti.